# 八幡村 (愛知県海東郡)
八幡村（はちまんむら）は、かつて愛知県海東郡にあった村。
現在の愛西市（旧・佐屋町）の一部に該当する。

## 歴史
- 1889年（明治22年）10月1日 - 稲葉村、日置村、落合村、甘村井村が合併し、八幡村が発足。
- 1906年（明治39年）7月1日 - 佐依木村と合併し佐屋村が発足。同日八幡村は廃止。

## 教育
- 八幡尋常小学校（現・愛西市立佐屋小学校の前身校のひとつ）